# Vintergäckssläktet
Vintergäckssläktet (Eranthis) är ett växtsläkte i familjen ranunkelväxter med omkring 8 arter från Europa och Asien. En art, vintergäck (E. hyemalis), är en vanlig trädgårdsväxt i Sverige.